# Ramphotyphlops erebus
Ramphotyphlops erebus — вид змій родини сліпунів (Typhlopidae). Ендемік Папуа Нової Гвінеї. Описаний у 2023 році.

## Поширення і екологія
Ramphotyphlops erebus мешкають на острові Вудларк в архіпелазі Луїзіада. 